# 未収収益
未収収益（みしゅうしゅうえき、accrued revenue）は、勘定科目の一つ。流動資産に区分される。

## 概要
未収収益は、一定の契約に従い、継続して役務の提供を行う場合に既に提供した役務に対して未だ支払を受けていない対価を計上するための経過勘定である。
本来の営業取引の債権を扱う「売掛金」や、本来の営業取引以外の非継続的な取引を扱う「未収金」と区別される。簿記では未収収益の貸方は収益が記載される。一方、未収入金の貸方には資産が記載される。
経過勘定なので、決算時に計上した未収収益は、翌期首に元の勘定科目に振戻仕訳を行う必要がある。
賃貸契約における賃料の未収分や、債権や定期預金などの未収の受取利息、未収の保険料などがこれに該当する。期末日までの経過日数に応じて日割りまたは月割り計算により未収分を計算して計上することになる。

## 仕訳例
期末に貸付金に対する未収利息10,000円を計上し、翌期首に振戻仕訳を行った。
（決算時）
| 借方            | 貸方            |
| --------------- | --------------- |
| 未収利息 10,000 | 受取利息 10,000 |
（翌期首）
| 借方            | 貸方            |
| --------------- | --------------- |
| 受取利息 10,000 | 未収利息 10,000 |